# NGC 2596
NGC 2596 este o infrared source⁠(d) situată în constelația Racul. A fost descoperită în 26 ianuarie 1865 de către Albert Marth. Se află la o distanță de 82,79 de megaparseci de Pământ.